# Thalictrum viridulum
Thalictrum viridulum är en ranunkelväxtart som beskrevs av B. Boiv.. Thalictrum viridulum ingår i släktet rutor, och familjen ranunkelväxter. Inga underarter finns listade i Catalogue of Life.